# Laxenecera cooksoni
Laxenecera cooksoni är en tvåvingeart som beskrevs av H. Oldroyd 1974. Laxenecera cooksoni ingår i släktet Laxenecera och familjen rovflugor.
Artens utbredningsområde är Moçambique. Inga underarter finns listade i Catalogue of Life.